# Saint-Sever-de-Saintonge

Saint-Sever-de-Saintonge este o comună în departamentul Charente-Maritime, Franța. În 1 ianuarie 2022 avea o populație de 648 de locuitori.